# Ван-Уэрт (округ)
Округ Ван-Уэрт (англ. Van Wert County) располагается в штате Огайо, США. Официально образован в 1820 году. По состоянию на 2010 год, численность населения составляла 28 744 человек.

## География
По данным Бюро переписи США, общая площадь округа равняется 1 062,989 км2, из которых 1 059,725 км2 суша и 3,289 км2 или 0,310 % это водоёмы.

## Население
По данным переписи населения 2000 года в округе проживает 29 659 жителей в составе 11 587 домашних хозяйств и 8 354 семей. Плотность населения составляет 28,00 человек на км2. На территории округа насчитывается 12 363 жилых строений, при плотности застройки около 12,00-ти строений на км2. Расовый состав населения: белые — 97,43 %, афроамериканцы — 0,75 %, коренные американцы (индейцы) — 0,11 %, азиаты — 0,19 %, гавайцы — 0,00 %, представители других рас — 0,75 %, представители двух или более рас — 0,77 %. Испаноязычные составляли 1,56 % населения независимо от расы.
В составе 32,90 % из общего числа домашних хозяйств проживают дети в возрасте до 18 лет, 60,20 % домашних хозяйств представляют собой супружеские пары проживающие вместе, 8,50 % домашних хозяйств представляют собой одиноких женщин без супруга, 27,90 % домашних хозяйств не имеют отношения к семьям, 24,70 % домашних хозяйств состоят из одного человека, 11,40 % домашних хозяйств состоят из престарелых (65 лет и старше), проживающих в одиночестве. Средний размер домашнего хозяйства составляет 2,52 человека, и средний размер семьи 3,00 человека.
Возрастной состав округа: 26,00 % моложе 18 лет, 8,30 % от 18 до 24, 27,30 % от 25 до 44, 22,90 % от 45 до 64 и 22,90 % от 65 и старше. Средний возраст жителя округа 38 лет. На каждые 100 женщин приходится 95,50 мужчин. На каждые 100 женщин старше 18 лет приходится 92,40 мужчин.
Средний доход на домохозяйство в округе составлял 39 497 USD, на семью — 46 503 USD. Среднестатистический заработок мужчины был 32 377 USD против 23 859 USD для женщины. Доход на душу населения составлял 18 293 USD. Около 4,20 % семей и 5,50 % общего населения находились ниже черты бедности, в том числе — 5,80 % молодежи (тех, кому ещё не исполнилось 18 лет) и 4,00 % тех, кому было уже больше 65 лет.